# Dicranomyia aphanta
Dicranomyia aphanta är en tvåvingeart som först beskrevs av Alexander 1929.  Dicranomyia aphanta ingår i släktet Dicranomyia och familjen småharkrankar. Inga underarter finns listade i Catalogue of Life.